# Circuit de l’Allier
Der Circuit de l’Allier war ein französischer Radsportwettbewerb für Berufsfahrer, der in der Regel als Eintagesrennen veranstaltet wurde.

## Geschichte
1921 wurde das Rennen begründet. Circuit de l’Allier hatte 18 Ausgaben. Der Kurs führte rund um die Stadt Vichy in der Region Auvergne-Rhône-Alpes.

## Palmarès
- 1921  Jean Hillarion
- 1922  Raoul Petouille
- 1923  Marcel Godard
- 1924  Jean Hillarion
- 1925  Charles Pélissier
- 1926  Marcel Godard
- 1927  Michel Ogier
- 1928  Benoît Faure
- 1929  Lazare Venot
- 1930  Léon Fichot
- 1931  Marcel Bidot
- 1932  Ernest Terreau
- 1933  Raymond Louviot
- 1934  Émile Bruneau
- 1935  Jules Rossi
- 1936  Séverin Vergili
- 1937  Jules Merviel
- 1938  Antonio Arnaldi